# Episodi di Ace Lightning (prima stagione)
La prima stagione della serie televisiva Ace Lightning è stata trasmessa in anteprima nel Regno Unito dalla CBBC tra il 2 settembre 2002 e il 28 marzo 2002.
| nº | Titolo originale              | Titolo italiano | Prima TV UK       | Prima TV Italia |
| -- | ----------------------------- | --------------- | ----------------- | --------------- |
| 1  | The Game Begins               |                 | 2 settembre 2002  |                 |
| 2  | The Trap Is Set               |                 | 3 settembre 2002  |                 |
| 3  | The Substitute                |                 | 4 settembre 2002  |                 |
| 4  | Face the Music                |                 | 5 settembre 2002  |                 |
| 5  | There's No Place Like Home    |                 | 6 settembre 2002  |                 |
| 6  | Opposite Attraction           |                 | 10 settembre 2002 |                 |
| 7  | Only Human                    |                 | 11 settembre 2002 |                 |
| 8  | Behind the Mask               |                 | 12 settembre 2002 |                 |
| 9  | Once Upon a Hero              |                 | 13 settembre 2002 |                 |
| 10 | Knights Under Cover           |                 | 17 settembre 2002 |                 |
| 11 | Tunnel of Love                |                 | 18 settembre 2002 |                 |
| 12 | Nobody's Hero                 |                 | 19 settembre 2002 |                 |
| 13 | Ace's Wild                    |                 | 19 settembre 2002 |                 |
| 14 | The Field Trip                |                 | 16 febbraio 2003  |                 |
| 15 | Not Alone at Home             |                 | 22 febbraio 2003  |                 |
| 16 | Unidentified Flying Superhero |                 | 23 febbraio 2003  |                 |
| 17 | A Friend in Need              |                 | 1 marzo 2002      |                 |
| 18 | The Last Laugh                |                 | 2 marzo 2002      |                 |
| 19 | Download Disaster             |                 | 8 marzo 2002      |                 |
| 20 | Daffy Duff                    |                 | 9 marzo 2002      |                 |
| 21 | The Unlikely Hero             |                 | 15 marzo 2002     |                 |
| 22 | The Not-So-Great Outdoors     |                 | 16 marzo 2002     |                 |
| 23 | The Biggest Fan               |                 | 22 marzo 2002     |                 |
| 24 | The Play's the Thing          |                 | 23 marzo 2002     |                 |
| 25 | The Rat Turns                 |                 | 27 marzo 2002     |                 |
| 26 | Game Over                     |                 | 28 marzo 2002     |                 |